# Alaptus newtoni
Alaptus newtoni är en stekelart som beskrevs av Girault 1912. Alaptus newtoni ingår i släktet Alaptus och familjen dvärgsteklar. Inga underarter finns listade i Catalogue of Life.